# فاسيل ستيفانيك
فاسيل سيمينوفيتش ستيفانيك (بالأوكرانية: Василь Семенович Стефаник)‏ (وُلد في 14 مايو 1871 – تُوفي في 7 ديسمبر 1936) هو كاتب أوكراني ينتمي لحركة الحداثة، كما كان ناشطاً سياسياً وعضواً في البرلمان النمساوي من 1908 إلى 1918.
في 2021 أصدر النادي الأدبي بالرياض بالتعاون مع سفارة أوكرانيا في المملكة العربية السعودية مجموعة قصصية تحت عنوان "أنطولوجيا القصة القصيرة الأوكرانية (أواخر القرن التاسع عشر – أوائل القرن العشرين)" بترجمتها العربية. ويضم هذا الكتاب عددا من القصص القصيرة الأوكرانية الشهيرة، بما في ذلك "الخبر" و"الصليب الحجري" بقلم فاسيل ستيفانيك بترجمة يوري سافكيف، ويسلط الضوء على المحطات الرئيسية في المسيرة الحياتية والإبداعية للكاتب الأوكراني. 